# Калоян Калоянов
Калоян Костадинов Калоянов е български полицай, старши комисар от МВР. 

## Биография
Калоян Калоянов е роден на 25 април 1966 г. в град Айтос, Народна република България. През 1991 г. завършва Висшия селскостопански институт (дн. Аграрен университет) в Пловдив, специалност „Агроинженерство, полевъдство“. През 2001 г. завършва магистърска програма по специалност „Счетоводство и контрол“ в Бургаски свободен университет.
Постъпва на работа в МВР през 1995 г., като разузнавач І степен ИП в ПУ – Руен към РПУ – Айтос при РДВР – Бургас. От 12 януари 2004 до 3 септември 2006 г. е началник на РПУ – Сунгурларе при РДВР – Бургас. От 4 септември 2006 до 22 август 2007 г. е началник  на РПУ – Карнобат при РДВР – Бургас. От 23 август 2007 до 23 април 2009 г. е началник  на Пето РПУ – Бургас при РДВР – Бургас. От 23 април 2009 до 12 ноември 2014 г. е заместник директор І степен „Полиция“ на ОД на МВР – Бургас. От 13 ноември 2014 г. е временно преназначен на длъжност Директор І степен на ОД на МВР – Бургас. От 9 април 2015 г., със заповед на министъра на вътрешните работи е преназначен на ръководна длъжност – директор I степен на ОДМВР Бургас. На 4 октомври 2019 г. е преназначен за началник на ЗЖУ – Бургас, а от 28 август 2020 г. е директор на ОДМВР – Бургас.